# Мобільник (фільм)
«Мобільник» (англ. Cell) — американський фантастичний фільм жахів режисера Тода Вільямса. Стрічку створено на основі роману «Зона покриття» Стівена Кінга. 
Вперше в Україні фільм було продемонстровано 7 липня 2016 року, а у США — 8 липня 2016 року.

## Сюжет
Художник-графіст Клайтон Ріддел перебуває в аеропорту Бостона. Несподівано звичайні люди починають здійснювати масові вбивства. Почався апокаліпсис із дзвінка мобільного телефону. Врятувавшись від одержимих людей в метро, Клайтон і машиніст Том, літній афроамериканець, вирішують вибратися на поверхню і перечекати в будинку у Клайтона. Добравшись до будинку Клайтона через зруйноване місто, герої знаходять там дівчину Алісу. Клайтон хвилюється за свою дружину та сина і вирішує йти на їхні пошуки. Том і Аліса вирушають за ними. По дорозі вони натикаються на натовп одержимих, замкнених на стадіоні коледжу, директор якого, Ардай, зміг якимось чином їх там знерухомити. Вирішивши скористатися цим, Клайтон і Том приганяють бензовоз і обливши сплячих одержимих пальним, спалюють їх.
Пізніше, під час ночівлі герої бачать сон, де з'являється дивна людина з понівеченим обличчям в червоній толстовці. Клайтон бачить його, ніби він займається оральним сексом з його дружиною, а Тому сниться, як незнайомець штовхає його під поїзд в метро. Йдучи далі, Клайтон, Аліса і Том натикаються на придорожній бар, де сховалися кілька людей. Від них герої дізнаються про місце під назвою Каашвак, де не працює мобільний зв'язок. Вночі в бар проникають одержимі, в результаті гинуть всі його мешканці і Аліса. Клайтон і Том вириваються і незабаром в лісі зустрічають ще двох вижилих, Рея і Деніз. Рей останнім часом уникає сну, оскільки боїться потворно побачити людину в червоному. Він повідомляє Клайтона, що його фургон замінований і дає йому телефон, після чого робить самопідрив. Клайтон, Том і Деніз їдуть далі. Незабаром вони знаходять будинок, де можливо ховаються дружина і син Клайтона. Там дружина Клайтона, будучи одержимою, нападає на нього і Клайтон змушений її вбити. Після цього Том і Деніз йдуть іншим шляхом, а Клайтон на фургоні Рея вирушає на пошуки сина. Незабаром він знаходить галявину, де стоїть велика вежа зв'язку. Навколо неї кругом ходить великий натовп одержимих, а в самій вежі на Клайтона чекає потворний чоловік у червоній толстовці.

## У ролях
| Актор              | Персонаж       | Роль             |
| ------------------ | -------------- | ---------------- |
| Джон К'юсак        | Клайтон Ріддел | художник         |
| Семюел Л. Джексон  | Том Маккурт    | кондуктор        |
| Ізабель Фурман     | Аліса Максвелл | сусідка Клайтона |
| Кларк Сарулло      | Шерон Ріддел   | дружина Клайтона |
| Ітан Ендрю Касто   | Джонні Ріддел  | син Клайтона     |
| Стейсі Кіч         | Чарльз Ардай   | директор школи   |
| Оуен Тіг           | Джордан        | учень            |
| Вілбур Фіцджеральд | Джефф          |                  |

## Створення фільму

### Знімальна група
- Кінорежисер — Тод Вільямс
- Сценаристи — Адам Аллека і Стівен Кінг
- Кінопродюсери — Майкл Бенаройя, Шара Кей, Річард Саперштейн і Браян Віттен
- Виконавчі продюсери — Армен Аґаеян, Педді Каллен, Лоуренс Фрід, Хав'єр Ґенс, Марина Ґрасік, Тайлер А. Гоус, Ян Корбелін, Едвард Мохтарян, Браян Поуп, Бен Сакс, Ґено Тазіолі
- Композитор — Марчелло Зарвос
- Кінооператор — Майкл Симмондс
- Кіномонтаж — Джейкоб Крейкрофт
- Підбір акторів — Тара Фельдштейн і Чейз Періс
- Художник-постановник — Джон Коллінс
- Артдиректори — Алекс Маккеролл
- Художник по костюмах — Лоррейн Коппін[5].

### Виробництво
У березні 2006 року журнал «Variety» повідомив, компанія «Dimension Films» купила права на екранізацію роману Кінга «Зона покриття», режисером було обрано Елая Рота, а створення стрічки розпочнеться після виходу фільму «Хостел 2». Через майже рік, у лютому 2007 року, «Variety» повідомив, що кінокомпанія найняла Скотта Александера і Ларрі Карашевскі, щоб вони адаптували роман для екрану. Проте у липні 2009 року Елай Рот підтвердив, що покинув проект через різні бачення шляхів створення фільму.
У жовтні 2012 року стало відомо, що Джон К'юсак зіграє головну роль у фільмі, через рік, у листопаді 2013 року до нього приєднався Семюел Л. Джексон. У лютому 2014 року «Deadline» повідомив, що на головну жіночу роль було обрано Ізабель Фурман.

## Сприйняття

### Оцінки
Фільм отримав погані відгуки: Rotten Tomatoes дав оцінку 0 % на основі 23 відгуків від критиків (середня оцінка 3,6/10) і 18 % від глядачів зі середньою оцінкою 2,0/5 (2 359 голосів). Загалом на сайті фільми має погані оцінки, фільму зарахований «гнилий помідор» від кінокритиків і «розсипаний попкорн» від глядачів, Internet Movie Database — 4,4/10 (6 333 голоси), Metacritic — 37/100 (14 відгуків критиків). Загалом на цьому ресурсі від критиків фільм отримав погані відгуки.

### Виноски
1. 1 2  Мобільник. Kino-teatr.ua. Архів оригіналу за 17 вересня 2016. Процитовано 4 червня 2016.
2. 1 2  Cell: Release Info (англ.). Internet Movie Database. Архів оригіналу за 16 червня 2016. Процитовано 4 червня 2016.
3. ↑  Cell (англ.). AllMovie. Архів оригіналу за 30 квітня 2016. Процитовано 4 червня 2016.
4. ↑  Мобільник. Вольга Україна. Архів оригіналу за 4 червня 2016. Процитовано 4 червня 2016.
5. ↑  Cell: Full Cast & Crew (англ.). Internet Movie Database. Архів оригіналу за 16 червня 2016. Процитовано 4 черввня 2016.
6. ↑  Michael Fleming (7 березня 2006). Dimension hits speed dial (англ.). Variety. Архів оригіналу за 4 червня 2016. Процитовано 11 черввня 2016.
7. ↑  Michael Fleming (27 лютого 2007). ‘Scanners’ moves to new dimension (англ.). Variety. Архів оригіналу за 8 квітня 2016. Процитовано 11 черввня 2016.
8. ↑  Edward Douglas (8 липня 2009). Eli Roth Not Involved with Hostel III (англ.). ShockTillYouDrop. Архів оригіналу за 24 червня 2016. Процитовано 11 черввня 2016.
9. ↑  CS (31 жовтня 2012). John Cusack to Star in Stephen King’s Cell (англ.). ComingSoon.net. Архів оригіналу за 19 серпня 2016. Процитовано 11 черввня 2016.
10. ↑  Silas Lesnick (4 листопада 2013). Samuel L. Jackson Boards Stephen King’s Cell Opposite John Cusack (англ.). ComingSoon.net. Архів оригіналу за 10 липня 2016. Процитовано 11 черввня 2016.
11. ↑  Mike Fleming Jr (5 лютого 2014 року). Isabelle Fuhrman Joins Stephen King’s ‘The Cell’ (англ.). Deadline.com. Архів оригіналу за 7 березня 2016. Процитовано 11 черввня 2016.
12. ↑  Cell (англ.). Rotten Tomatoes. Архів оригіналу за 11 жовтня 2016. Процитовано 14 липня 2016.
13. ↑  Cell (англ.). Internet Movie Database. Архів оригіналу за 8 серпня 2010. Процитовано 14 липня 2016.
14. ↑  Cell (англ.). Metacritic. Архів оригіналу за 20 серпня 2016. Процитовано 14 липня 2016.